# Velešice (hradiště)
Velešice jsou hradiště na severovýchodním okraji Velešic u Sběře v okrese Jičín. Předpokládá se, že bylo postaveno v raném středověku, ale archeologické nálezy dokládají osídlení lokality od mladší doby kamenné.

## Historie
Povrchovými sběry získané artefakty z hradiště pocházejí z mladší doby kamenné, doby halštatské a ze starší doby římské. Nejpočetnější skupinou nálezů jsou zlomky keramiky z raného středověku datované do desátého až dvanáctého století. V té době zde pravděpodobně existovalo opevněné hradiště, zatímco dříve v době halštatské stál na jeho místě pouze dvorec.

## Stavební podoba
Hradiště se nachází na levém břehu Cidliny ve výšce asi dvacet metrů nad úrovní údolní nivy. Opevněná plocha dosahovala přibližně 16,8 hektarů. Opevnění bylo z větší části zničeno orbou. Zejména východní val byl rozorán do terénní vlny široké asi 25 metrů a vysoké třicet centimetrů. Jižní strana opevnění se dochovala pouze v západní části v podobě meze. Pozůstatky západního opevnění pohltila zástavba vesnice, kde domy na východním okraji návsi stojí na pozůstatcích valu a před nimi se dochovaly nepatrné zbytky příkopu. Nejlépe dochovanou částí je 160 metrů dlouhý severozápadní úsek valu na hraně údolí Cidliny.
Vnitřní plochu hradiště dělily téměř zcela zaniklé linie opevnění. Jedna v podobě obloukovitě vedeného příkopu a hradby vymezovala přibližně hektarový areál v severozápadní části hradiště, který je hypoteticky považován za akropoli. Liniová hradba, která členila vnitřní plochu hradiště na dvě nestejně velké části, byla rozorána do šířky osmi metrů.